# Cathormion berteroanum
Cathormion berteroanum là một loài thực vật có hoa trong họ Đậu. Loài này được (Balb. ex DC.) Burkart miêu tả khoa học đầu tiên năm 1964.